# Callidium faber
Callidium faber là một loài bọ cánh cứng trong họ Cerambycidae.